# Gwardia Opole
El Gwardia Opole es un club de balonmano polaco de la localidad de Opole. En la actualidad disputa la PGNiG Superliga, la máxima categoría del balonmano en Polonia.

## Plantilla 2024-25
|  | Porteros - 01 Jakub Ałaj - 12 Mateusz Lellek - 16 Adam Malcher Extremos izquierdos - 22 Michał Milewski - 23 Kacper Aksamit - 88 Daniel Jendryca Extremos derechos - 07 Mateusz Wojdan - 11 Marek Hryniewicz Pívots - 20 Paweł Stempin - 43 Janusz Wandzel - 66 Admir Pelidija | Laterales izquierdos - 06 Filip Wrzesiński - 08 Antoni Łangowski - 21 Jakub Luksa Centrales - 04 Piotr Jędraszczyk - 05 Fabian Sosna - 09 Piotr Zawadzki Laterales derechos - 17 Andrzej Widomski - 99 Oliwier Kamiński |